# 狭窄圆螺
狭窄圆螺（学名：Cyclotus stenomphalus）为环口螺科圆螺属的动物，是中国的特有物种。分布于湖南、广西、湖北等地，生活环境为陆地，多栖息于潮湿多腐殖质的灌木草丛中以及落叶石块下。